# Rangárþing ytra
Rangárþing ytra es un municipio del suroriente de Islandia, localizado en la región de Suðurland. 

## Población y territorio
Su población es de 1.526 habitantes (2006), en una superficie de 3.188 km². Su economía se basa en el turismo y la agricultura. Rangárþing ytra fue creado el 9 de junio de 2002, cuando tres municipios, Rangárvallahreppur, Holta- og Landsveit, y Djúpárhreppur se fusionaron. En su territorio se encuentra el glaciar y volcán Torfajökull.